# 2,5-Диметокси-4-иодамфетамин
2,5-диметокси-4-иодамфетамин (DOI) — психоделик класса амфетаминов.

## Фармакология
В отличие от многих других замещенных амфетаминов, он не является "типичным стимулятором ", быть "в первую очередь стимулятором" ему не позволяют многочисленные заместители. По крайней мере 2-метоксил(орто-метоксиамфетамин не психоактивен, вызываемая им головная боль пророчит ему мед.применения в периферической НС ), а вкупе с 5-метоксилом уже наделяют классической для препаратов имеющих два и более метокси заместителей на кольце - "фенэтиламиновой-психоактивностью", упрощаемой в десятки раз атомом йода в 4-й позиции, удачно вписывающимся в (связывающимся с) серотониновый рецептор 5-HT2А .
DOI имеет стереоцентр, а R-(−)-DOI является более активным стереоизомером. В исследованиях в области неврологии R-(−)-DOI используется в качестве радиолиганда и индикатора присутствия 5-НТ2А серотониновых рецепторов. Эффекты ДОИ сравнимы с ЛСД, хотя есть различия, которые могут распознать, диференцировать и грамотно описать опытные пользователи(долгое время никто не выделял (один из) побочный эффект стимуляторов "длительное нахождение в неудобной позе", просто не замечая, как часами сидя на корточках, чинил рассыпавшуюся по полу деталями зажигалку, или держал перед собой плакат(а в быту вешать шторы тяжело весьма), на удивление не утомляя и не тренируя мышцы, на другой день никак не напоминающие о случайной тренировке) . Помимо затянутого "входа"(первые 6часов как на новой машине, но непрогретой ощущаешь себя, или при взлёте самолёта с мешочком в руках сидя) большей продолжительности, в DOI путешествии, как правило, более энергичная атмосфера, в сравнении с ЛСД, с большей нагрузкой на организм(в существенной дозировке, на вторые сутки действия DOI , с удовольствием много гуляешь созерцая обновлённый или "отмытый", как после летнего дождя, или на HDR фотографиях, окружающий мир, забыв еду и сон до 48часовой отметки эксперимента, когда внезапно и настойчиво(не надейтесь "как-нибудь доехать до дома" без "дропаутов" водителю неприемлемых) склоняет к спокойному сну, завершающемуся пробуждением, неотягощенным негативными постэффектами) и другими субъективными визуальными ощущениями.
Механизм действия DOI связан с активацией белка Калирин-7,  обеспечивающего пластичность мембран нейронов(структурно схожий(зигзагообразная цепочка) с резиной компонент мембран нейронов), делая возможным динамический (за секунды на миллиметры и обратно рассасываясь безследно, расходуя глюкозу и требуя присутствие (не происходит при "авитаминозе" B₈ ) инозитола для естественного функционирования заложенного природой механизма обучения) рост дендритных шипиков - новых связей между нейронами мозга, необходимых при обучении и излечении посттравматического синдрома, не излечимого на сегодня другими методами.
Закрепляются связи ценных навыков (ускоренно развивающихся в процессе такой "разморозки мозга" , и по большей мере исчезающих после прекращения действия препарата, - трансформаций(сравнимо с псевдоподиями амёб) дендритных шипиков), заинтересовавшие и "не отпускаемые" биотестером.

## Токсичность и потенциальный вред
Токсичность чайной ложки принятой разом, как и токсичность ложки кофеина - весьма вероятна, но не имеет отношения к нормальному действию обоих этих ПАВ.